# L'Arme à gauche (film)
Pour les articles homonymes, voir L'Arme à gauche.
Pour plus de détails, voir Fiche technique et Distribution.
L'Arme à gauche est un film d'aventures français réalisé par Claude Sautet, sorti sur les écrans le 18 juin 1965.

## Synopsis
Aux Caraïbes, le capitaine en chomage Jacques Cournot est engagé pour expertiser le Dragoon, yacht à vendre appartenant à une jeune veuve américaine, Mme Osborne. Mais le bateau disparaît pendant la nuit, tandis qu'une tempête touche l'île. Un navire déclare l'avoir aperçu en difficulté mais refusant l'aide proposée. Cournot est sollicité par Mme Osborne pour le retrouver et finit par le localiser, échoué sur un haut fond. Monté à bord du bateau, Cournot découvre une affaire de trafic d'armes.

## Fiche technique
- Titre : L'Arme à gauche
- Réalisation : Claude Sautet, assisté de Yves Boisset, Philippe Monnier
- Scénario : Claude Sautet et Charles Williams, d'après son roman[1]
- Adaptation et dialogues : Claude Sautet, , Fouli Elia, Michel Levine, Luis Dibildos
- Photographie : Walter Wottitz
- Décors : René Renoux
- Montage : Jacqueline Thiedot assistée de Marie-Claude Bariset
- Musique : Eddie Barclay et Michel Colombier
- Son : Jean Rieul, Raymond Gauguier
- Production : Intermondia, T.C.Production, Cité Film (Paris) - Agata (Madrid) - Vidès (Rome)
- Producteurs : Jacques Bar (non crédité), Pierre Camo (non crédité), Franco Cristaldi (non crédité)
- Production exécutive : Jean-Paul Guibert
- Distribution : CCFC (Compagnie Commerciale Française Cinématographique)
- Pays :  France
- Genre : Film d'aventure
- Durée : 103 minutes
- Date de sortie : 
  - France : 18 juin 1965

## Distribution
- Lino Ventura : Jacques Cournot, un navigateur chargé d'expertiser un yacht
- Sylva Koscina : Rae Osborne, une jeune et riche Américaine, la propriétaire du yacht
- Leo Gordon : Morrison, le chef d'une bande de trafiquants d'armes
- Alberto de Mendoza : Hendrix, l'acheteur du yacht (voix de Michel Roux)
- Antonio Martin : Ruiz, le complice d'Hendrix
- Sylvain Lévignac  : frère Benavidés
- Antonio Casas
- Angel Del Pozo
- José Jaspe
- Jean-Claude Bercq  : Avery
- Jack Léonard  : Keefer
- Angel Ménendez (non crédité)
- Michel Roux : Hugo Hendrix (voix) (non crédité)

## Sortie et accueil
Le film connaît un relatif échec à sa sortie malgré un bon accueil critique, se contentant de 952 743 entrées sur une année d'exploitation en salles, se contentant d'une 32e place du box-office des films sortis ou ayant fait l'objet d'une reprise en salles en 1965. Claude Sautet gardera un souvenir amer de ce long-métrage en raison d'une production tumultueuse. Il atteindra le million d'entrées au fil des reprises en salles,.